# 无畏上将高尔察克
《无畏上将高尔察克》（俄語：Адмиралъ）是2008年俄罗斯的一部电影，以俄国著名海军上将高尔察克为主人公，讲述他传奇的军旅生涯和爱情生活。

## 劇情大綱
第一次世界大战期间高尔察克在波罗的海舰队屡立战功，升任黑海舰队司令。十月革命后俄国内战爆发，他参加在鄂木斯克的白军政权，与布尔什维克领导的红军作战，后成为白军政权领袖，最终被布尔什维克击败，被俘后处死。

## 演员
| 演员                  | 角色                |
| --------------------- | ------------------- |
| 康斯坦丁·哈宾斯基     | 亚历山大·高尔察克   |
| 谢尔盖·别兹鲁科夫     | 弗拉基米尔·卡普佩尔 |
| 弗拉季斯拉夫·韦特罗夫 | 谢尔盖·季米洛夫     |
| 伊丽莎白·博亚尔斯卡娅 | 安娜·季米洛娃       |
| 安娜·科瓦利丘克       | 索菲亚·高尔察克     |
| 伊戈尔·别罗耶夫       | 米哈伊尔·斯米尔诺夫 |
| 里夏尔·伯林格         | 莫里斯·雅南         |
| 维克托·韦尔日比茨基   | 亚历山大·克伦斯基   |
| 尼古拉·布尔利亚耶夫   | 尼古拉二世          |
| 费多尔·邦达尔丘克     | 谢尔盖·邦达尔丘克   |

## 外部連結
- （英文）互联网电影数据库（IMDb）上《无畏上将高尔察克》的资料（英文）
- （俄文）官方网站
- YouTube上的
- 台灣官方網站 （页面存档备份，存于）
- 開眼電影網上《末世薔薇 （页面存档备份，存于）》的資料 （繁體中文）